# Josef Graf von Seilern und Aspang
Josef Graf von Seilern und Aspang (Josef, Comte de Seilern et Aspang) (25 novembre 1883-18 août 1939) était un ornithologue autrichien.